# Arno Franz
Arno Franz (Pseudonym für Franz Arno Kalklösch, * 25. November 1880 in Wechmar/Thüringen; † 9. November 1930 in Werdau/Sachsen) war ein deutscher Verlagsleiter und Schriftsteller.

## Leben

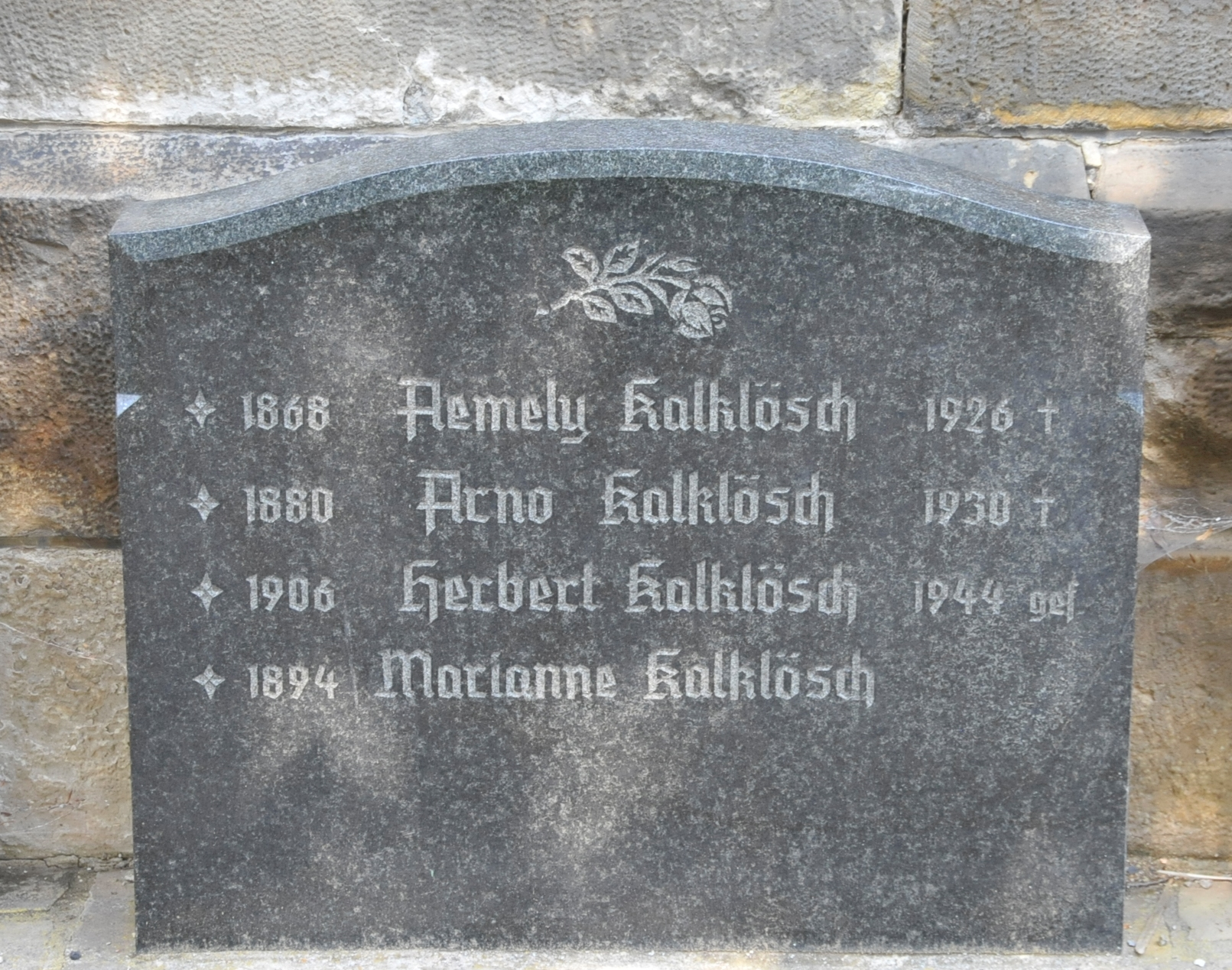
Grabstein der Kalklöschs in Wechmar an der Kirchenwand der dortigen Kirche

Franz Arno Kalklösch wurde 1880 als Sohn des Landwirts Eugen Kalklösch in Wechmar geboren. Ab 1898 studierte er kurze Zeit bis Ostern 1899 Musik am Leipziger Konservatorium.
Kalklösch war Leiter des Oskar Meister-Verlages in Werdau. Daneben veröffentlichte er unter dem Pseudonym Arno Franz eine Reihe von Romanen, von denen insbesondere „Sohr der Knecht“ bei der Leserschaft erfolgreich war und mehrfach neu aufgelegt wurde.

## Werke
- Menschengott. Etwas für die Wenigen und die Vielen, Zürich 1905
- Mata Hari, Werdau i. Sa. 1928
- Sohr, der Knecht, Werdau i. Sa. 1928
- Jochen Krügers Traum, Werdau i. Sa. 1929
- Sohr, der Herr, Werdau i. Sa. 1929
- Arne Keil und seine Lie, Werdau i. Sa. 1930
- Holk der Narr, Werdau 1932
- Dieter und Frau Potiphar, Werdau 1934